# Gai Nauci Rútil (cònsol 411 aC)
Gai Nauci Rútil (llatí: Gaius Nautius Sp. f. Sp. n. Rutilus) va ser un magistrat romà del segle v aC. Va ser elegit cònsol l'any 411 aC juntament amb Marc Papiri Mugil·là.